# Sinnenpark – Bibel erleben
Der Sinnenpark – Bibel erleben ist ein Konzept moderner Bibelinterpretation in Form von erlebnispädagogischen Erlebnisausstellungen oder geführten Zeitreisen. Viele Kirchengemeinden adaptierten inzwischen das Konzept an die Möglichkeiten für Veranstaltungen am eigenen Ort.

## Geschichte
Der „Sinnenpark – Bibel erleben“ entstand 2006 aus dem Projekt „Ostergarten“ der evangelischen Kirchengemeinde in Linkenheim-Hochstetten bei Karlsruhe, das dort im Jahr 2000 stattfand. Anstoß zum ersten Projekt "Ostergarten" waren für die Gründer Annette und Lutz Barth eine Grab- und Auferstehungsszene, die als Osterschmuck in einer Pflanzschale in der Kirche von Lutz Barths Heimatort Stolberg dargestellt war. Aufgrund großer Resonanz entwickelten sie für das Jahr der Bibel 2003 das erste Arbeitsmaterial, womit viele weitere Gemeinden bundesweit ebenfalls solche Projekte durchführen konnten. Seit 2005 ist der Sinnenpark Teil der missionarischen Arbeit der Badischen Landeskirche und weitete sich aus, so dass in den Jahren 2005 und 2006 der Ostergarten als treffpunkt jerusalem im Europa-Park in Rust stattfand, 2012 bei Veranstaltungen im ganzen Bundesgebiet schon bis zu 125.000 Menschen anzog zeitweise parallel an über 30 Orten, 2011 in der Schweiz, 2014 auf der Landesgartenschau. 2015 entstand eine Version als „Sinnenpark mobil“. In den ersten fünfzehn Jahren hatten Gemeinden an über 160 Orten in Deutschland, der Schweiz, Österreich sowie in Spanien und England solche Sinnenprojekte durchgeführt.
Der Sinnenpark mit Sitz in Linkenheim-Hochstetten besteht aus einem Mitarbeiter-Team, das weiterhin neue Themen entwickelt, so für das Reformationsjubiläum 2017 eine neue Ausstellung über das Leben des Reformators Martin Luther.

## Konzept
Das Konzept verfolgt den Ansatz von Erlebnispädagogik im christlichen Kontext. Hier wird die Methodik der Erlebnispädagogik angewendet und deren Dimension um eine spirituelle Komponente erweitert. Denn zur eingeforderten Ganzheitlichkeit zählen auch die religiösen Aspekte im Menschen, wo es um Sinn- und Wertefragen geht, um Grundfragen der Menschheit nach dem Woher und Wohin. In diesem Kontext werden anregende Erlebnissräume geschaffen und christliche Deutungsrichtungen angeboten.
Biblische Inhalte werden beim Sinnenpark-Konzept so dargestellt, dass alle Sinne einbezogen und bei Besuchern angesprochen werden sollen, um sie zu einer Auseinandersetzung mit dem jeweiligen Thema zu führen. Charakteristisch für alle Themen sind begehbare Kulissen, Elemente zum Hören und interaktive Angebote, bei den Zeit- und Gefühlsreise durch inszenierte Räume kommen Düfte dazu und teilweise Dinge zum Schmecken. Durch Sehen, Schmecken, Tasten und Riechen sollen die Besucher erleben können, wie die Menschen vor zwei Jahrtausenden das Wirken Jesu erlebt haben und den Bezug zum eigenen Leben verdeutlicht bekommen.
Zeitreisen kann man im Rahmen einer etwa einstündigen Führung erleben, Erlebnisausstellungen dagegen alleine erkunden und persönliche Schwerpunkte an den interaktiven Stationen setzen. Eine Inszenierung findet über einen Zeitraum von zwei bis vier Wochen statt, je nach personellen und finanziellen Kapazitäten.
Für interessierte Veranstalter gibt es zu jedem Thema Unterstützung zur praktischen Umsetzung wie ein Handbuch und Tonträger mit den Hörszenen, die von Karlsruher Schauspielern eingesprochen und mit Musik von Dietmar Hess, einem Spezialisten für Soundtracks, hinterlegt worden sind. Kulissen und Requisiten müssen vom Veranstalter selbst hergestellt und die Technik für Licht und Ton angeschafft werden. Oft stellen sich Veranstalter dies gegenseitig zur Verfügung.
Seit 2019 gibt es den „Sinnenpark-Kompakt“, für dessen Präsentation dagegen ein Raum ausreicht. Hier verändern sich die Kulissen, die Requisiten sind beweglich und es gibt zudem Spiel- und Hörszenen wie auch besondere Düfte.

## Projekte
Folgende Projekte zu biblischen Ereignissen (Ostern und Weihnachten als Hauptfeste des Kirchenjahres) und weiteren Themen sind schon didaktisch als Zeitreisen aufbereitet worden:

### Ostergarten
In dieser Geschichte folgt der Besucher dem Einzug Jesu in Jerusalem bis zu seiner Auferstehung am Ostermorgen:
Ein Reisebegleiter in historischem Gewand führt durch inszenierte Räume in die Situation im Land Israel zu Beginn der Zeitrechnung ein und begleitet den Besucher zu den verschiedenen Stationen der letzten Tage von Jesus: ein Gang durch ein römisches Gefängnis, einen jubelnden Empfang Jesu in Jerusalem, das letzte Passahmahl mit seinen Jüngern, die Geschehnisse am Kreuz und am Schluss der Gang durch das Grab hindurch in den Raum, der die Freude der Auferstehung darstellt.

### Weihnachts-Zeitreise Lebendige Krippe
Auf dieser Reise folgt der Besucher einem Bewohner Nazareths in seine Heimat und zum Ursprung dieses christlichen Festes: der Reisebegleiter führt den Besucher in seine Heimatstadt, die inmitten des modernen Weihnachtstrubel eines orientalischen Basar beginnt, nachdem ein Soldat den Wegzoll kassiert hat. In Nazareth angekommen entdeckt man eine Schriftrolle mit einer Prophetie auf Jesus. Die kaiserliche Volkszählung wird von einem römischen Soldaten verkündet, der einige Besucher in die Steuerliste einträgt. Josef und Maria begleiten auf dem Weg nach Bethlehem und zum nächtlichen Hirtenfeld, wo die Hirten von Gottes Sohn erfahren, der Maria durch einen Engel angekündigt wurde. Mit den Hirten an der Krippe angekommen kann man eigene Gedanken aufschreiben, in ein vorbereitetes Päckchen packen und es Jesus als Geschenk geben.

### Menschen begegnen Jesus
Ein Reisebegleiter erwartet den Besucher in einem VIP-Bereich und führt in historischem Gewand durch Kulissen von populären „very important persons“ hin zu Jesus, als einer sehr bedeutsamen Person der Weltgeschichte. Als Zeichen dafür, dass bei ihm jeder Mensch ungehinderten "Zugang" hat, nimmt der Begleiter eine Absperrkordel weg und macht damit den Weg frei für die weiteren Stationen: Jesus bei seiner Taufe am Jordan, Jesus bei einer Krankenheilung, Jesus bei der Hochzeit zu Kana, Jesus bei der Stillung eines Sturms auf dem See Genezareth, Jesus bei der Kindersegnung, Jesus beim Zusammentreffen mit dem geldgierigen und äußerst unangenehmen Zöllner Zachäus, der durch diesen Besuch völlig verändert wird. Der Weg durch einen Tunnel symbolisiert die zerbrochenen Hoffnungen und Pläne der Jünger Jesu als ihr Herr am Kreuz stirbt. Der Tunnel führt in einen weißgoldenen Raum der Stille mit einem großen Auferstehungskreuz, wo der Besucher das Erlebte nachwirken lassen kann und die Möglichkeit erhält, ein persönliches Anliegen aufzuschreiben. Danach geht man nochmals über den roten VIP-Teppich, der signalisieren soll, dass man selbst in Gottes Augen ein VIP ist.

### Hoffnung für die letzte Reise
Diese nicht geführte Erlebnisausstellung ist 2008 entstanden und soll helfen, sich mit dem Tod auseinanderzusetzen, mit der eigenen Endlichkeit, mit Trauer und Verlust, aber auch mit der christlichen Hoffnung auf den Himmel und dem ewigen Leben. Zunächst sieht der Besucher unterschiedlich gefüllte Koffer verschiedener Personen und wird mit der Frage konfrontiert, was er selbst in einen Koffer packen würde, den er auf seine "letzte Reise" mitnehmen könnte. An weiteren Stationen laden eine Schatztruhe, eine Klagemauer oder ein Tränenkrug dazu ein, selbst aktiv zu werden. Zum Schluss kommt der Besucher zum "goldenen Jerusalem", wo mögliche Facetten des Lebens in der Gegenwart Gottes auf der neuen Erde entdeckt werden können und die Möglichkeit besteht, eigene Vorstellungen an Erwartungen vom Himmel aufzuschreiben.

### Mensch Luther – eine lebendige Zeitreise
Ein Knecht oder eine Magd Luthers führt die Besucher durch Kulissen und Situationen des Reformationsgeschehens: Luthers Kindheit und Jugend und sein Versprechen, Mönch zu werden; seine verzweifelte Suche nach einem gnädigen Gott in der Klosterzelle; Ablassprediger Tetzel auf dem Marktplatz; die Entstehung der 95 Thesen; die Verhandlung vor dem Reichstag in Worms; Luthers Wirken auf der Eisenacher Wartburg mit der Entstehung der Lutherbibel.

## Träger
Die Evangelische Landeskirche in Baden in Verbindung mit der Arbeitsgemeinschaft Missionarische Dienste (AMD) als dessen Arbeitszweig in Baden sind Träger des Sinnenpark. Die Finanzierung geschieht sowohl durch anteilige Erlöse aus Einnahmen von jeder Durchführung der einzelnen Projekte der jeweiligen örtlichen Veranstalter, als auch durch Spender und Kooperationspartner wie der Arbeitsgemeinschaft Missionarische Dienste, der Badischen Landesbibelgesellschaft, dem Bibellesebund, dem Diakonischen Werk der Evangelischen Landeskirche in Baden, der Evangelischen Landeskirche in Württemberg, den Evangelischen Kirchenbezirken Karlsruhe-Land und Pforzheim-Land, dem Europa-Park Rust, dem Förderverein Sinnenpark - Bibel erleben e. V. und vielen weiteren Unterstützern.